# Санта Марија ди Кампања (Тревизо)
Санта Марија ди Кампања је насеље у Италији у округу Тревизо, региону Венето.
Према процени из 2011. у насељу је живело 666 становника. Насеље се налази на надморској висини од 2 м.